# Missa solemnis d-Moll (Cherubini)

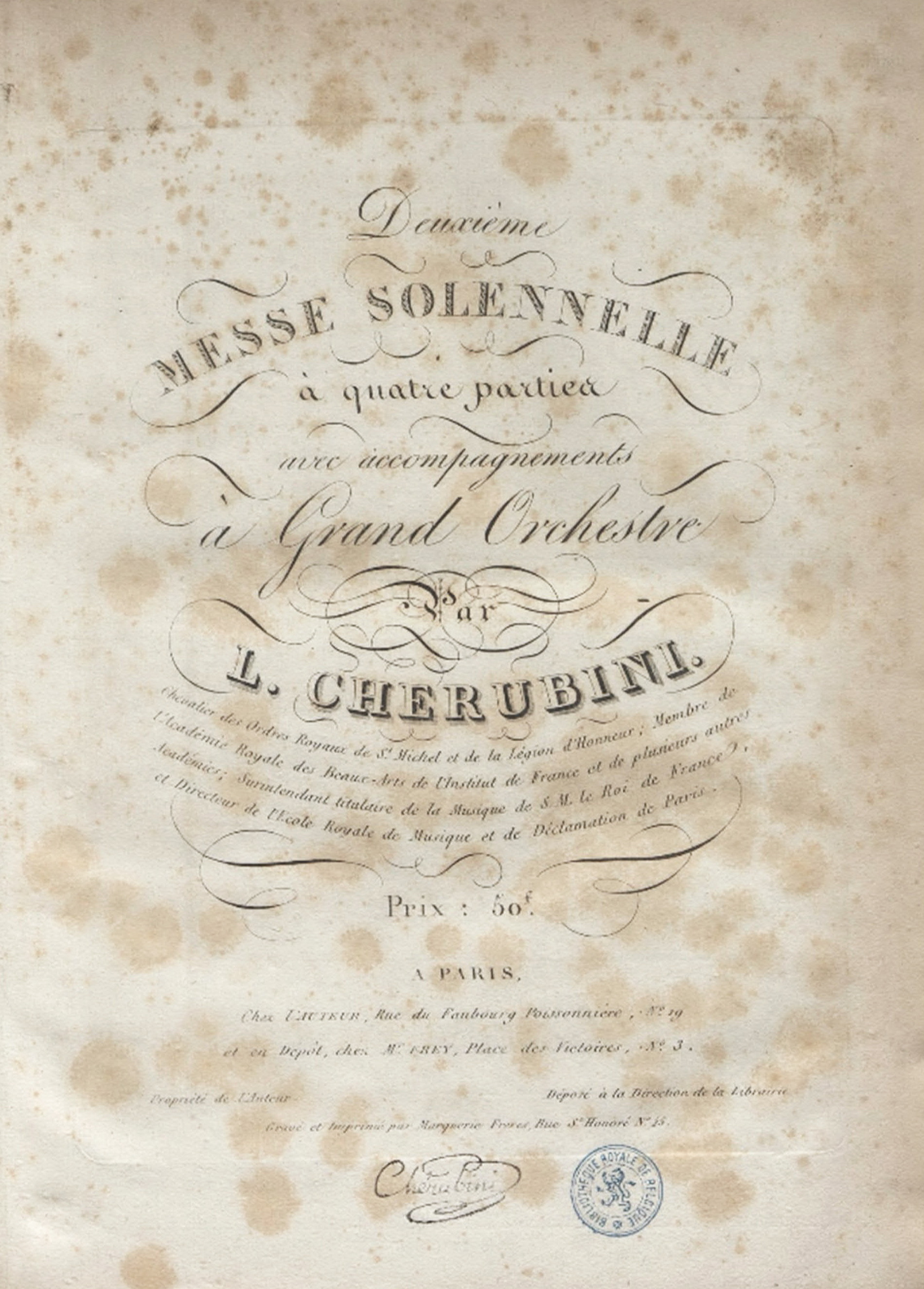
Deckblatt der Erstausgabe (1825)

Die Missa solemnis d-Moll (Messe solenelle No. 2) ist eine Messvertonung für gemischten Chor und Orchester von Luigi Cherubini.

## Benennung
In seinem eigenen Werkverzeichnis nannte Cherubini die Messe einfach nur „UNE MESSE en ré, à 4 voix, à grande orchestre“. In der gedruckten Erstausgabe (1825) hieß sie „Deuxième MESSE SOLENELLE à quatre parties avec accompagnements à Grand Orchestre“. In der deutschen Erstausgabe 1959 wurde sie dann „Missa solemnis“ genannt. Die Tatsache, dass keine andere Messe, die von Cherubini oder in der französischen Erstausgabe „Messe solenelle“ betitelt wurde, in einer deutschen Ausgabe Missa solemnis genannt wird, wertet Oliver Schwarz-Roosmann als deutliche Anspielung auf die Monumentalität des Werks, vergleichbar mit der Missa solemnis von Ludwig van Beethoven. Eine einheitliche Bezeichnung hat sich im deutschsprachigen Raum bis heute nicht durchgesetzt. Meistens wird sie „Missa solemnis“ genannt. Die Einspielung unter Riccardo Muti benutzt dagegen, obwohl in Deutschland entstanden, den italienischsprachigen Titel „Messa solenne per il Principe Esterházy“ und verweist damit außerdem auf den ursprünglichen Auftraggeber.

## Geschichte

### Entstehung
Nach dem Tod des Fürsten Nikolaus I. Esterházy im Jahr 1790 sah sich dessen Sohn Anton I. zu umfangreichen Sparmaßnahmen gezwungen. Unter anderem löste er die Hofkapelle unter der musikalischen Leitung von Joseph Haydn auf. Nach Antons Tod vier Jahre später trat dessen Sohn Nikolaus II. seine Nachfolge an, der die Hofmusik unter Haydn wieder aufleben ließ. 1804 wurde Johann Nepomuk Hummel auf Joseph Haydns Empfehlung hin dessen Nachfolger als Konzertmeister und nach Haydns Tod 1809 als auch als Hofkapellmeister. 1810 wurde Hummel jedoch von Nikolaus II. wegen häufiger Vernachlässigung seiner Pflichten wieder entlassen.
Daraufhin bot Nikolaus II. in Paris Cherubini eine Stelle als Direktor der persönlichen Musik und Kapellmeister an. Cherubini widmete Nikolaus II. daraufhin noch im gleichen Jahr eine Litanie della Vergine für gemischten Chor SATB, Soli und Orchester sowie im darauf folgenden Jahr eine Messe solennelle in d-Moll, die er am 7. Oktober 1811 vollendete. Letztendlich zog der Fürst sein Angebot an Cherubini jedoch wieder zurück, vermutlich wegen finanzieller Probleme aufgrund der Finanzkrise in Folge der Napoleonischen Kriege.

### Uraufführung und Veröffentlichungen
Die Messe solenelle No. 2 wurde im Herbst 1811 im engsten Freundeskreis Cherubinis erstmals aufgeführt. Dabei kamen sogar zwei verschiedene Varianten zur Aufführung – einmal mit vollständigem Orchester und einmal lediglich durch ein Quartett begleitet.
Die früheste nachweisbare öffentliche Aufführung fand erst 13 Jahre später an Heiligabend 1824 unter der Leitung des Komponisten in der Kapelle des Tuilerien-Palastes in Paris in Gegenwart der königlichen Familie statt. Inzwischen hatte Cherubini 1822 für die Messe einen neuen ersten Teil für das Sanctus komponiert, da er das ursprüngliche 1816 für seine Messe in Es–Dur verwendet hatte. Im Herbst 1825 wurde die Messe solenelle No. 2 auch in der Hofpfarrkirche St. Augustin in Wien aufgeführt, am Palmsonntag 1832 im großen Opernhaus in Dresden.
Erstmals im Druck veröffentlicht wurde die Messe 1825 in Paris, also 14 Jahre nach der Fertigstellung. In Deutschland erschien die Messe 1859 bei Bote & Bock.
In den ersten Jahrzehnten nach der Uraufführung wurde die Messe mit großer Begeisterung aufgenommen und erlebte mehr Aufführungen als jede andere Messe Cherubinis. So standen etwa das Kyrie und das Gloria 1867 beim 44. Niederrheinischen Musikfest in Aachen auf dem Programm. Gegen Ende des 19. Jahrhunderts ließ das Interesse jedoch stark nach. Erst seit den 1980er Jahren bekommt die Messe wieder mehr Aufmerksamkeit und wurde sie mehrfach unter verschiedenen international bekannten Dirigenten eingespielt.

## Beschreibung
Der Text dieser Messe hält sich weitgehend an das Ordinarium. Zu Beginn des Gloria folgen auf die einleitenden Worte „Gloria in excelsis Deo“ jedoch sofort die vier Anrufungen „Laudamus te ... glorificamus te“. Erst nach einer erneuten Wiederholung der vier Anfangsworte wird der Text auf die übliche Weise mit „et in terra pax hominibus“ fortgesetzt.
Sowohl das Gloria als auch das Credo sind nicht in einem Stück durchkomponiert, sondern in jeweils drei eigenständige Sätze unterteilt. Dabei sind der zweite Satz des Credo in zwei und die beiden dritten Sätze in jeweils drei relativ eigenständige Teilsätze untergliedert. Somit ergeben sich für das Gloria insgesamt fünf und für das Credo sechs Teile.
Sowohl der Beginn des Gloria („Gloria in excelsis Deo“) als auch des Credo („Credo in unum Deum“) sind auskomponiert, während sie bei zahlreichen anderen Messvertonungen fehlen und vom Priester intoniert werden. Beim Credo geht Cherubini sogar noch einen Schritt weiter. Hier schiebt er im ersten Teil zwischen die verschiedenen Glaubensaussagen immer wieder von Neuem das Wort „Credo“ ein (das letzte Mal nach dem „descendit de coelis“). Die Messe gehört somit zum Typus der Credomesse.
Im Credo findet sich auch der ungewöhnlichste Teil der Messe, nämlich das Crucifixus, in dem der Chor über 51 Takte hinweg den gesamten Text nur auf einem einzigen Ton singt, nämlich dem e.
Die Schlussfuge des Credo umfasst nicht wie sonst üblich den Text „Et vitam venturi saeculi, Amen“, sondern lediglich das Wort „Amen“.
Der neu komponierte erste Teil des Sanctus ist mit 25 Takten relativ kurz. Hier ertönt der Ruf „Sanctus“, anders als bei vielen anderen Komponisten, liturgisch korrekt lediglich drei Mal.
Das „Hosanna in excelsis“ ist beim Sanctus und beim Benedictus gleich.

### Besetzung
- gemischter Chor (SATB)
- Solisten: Sopran, Alt, Tenor, Bass (im Credo beim „Et incarnatus est“ ergänzt durch je einen weiteren Sopran und Tenor)
- 2 Flöten
- 2 Oboen
- 2 Klarinetten
- 2 Fagotte
- 2 Hörner
- 2 Trompeten
- Pauken
- Streicher

### Gliederung
Eine vollständige Aufführung dauert etwa 76 Minuten. Die Satzfolge lautet:
1. Kyrie (437 Takte):
„Kyrie eleison“: Larghetto
„Christe eleison“: Andante
„Kyrie eleison“: Allegro moderato
2. Gloria (846 Takte):
„Gloria in excelsis Deo“: Allegro
„Gratias agimus“: Larghetto
„Qui tollis“: Andantino largo
„Quoniam“: Allegro moderato
„Cum sancto Spiritu“: Grave / Allegro
3. Credo (667 Takte):
„Credo in unum Deum“: Allegro
„Et incarnatus est“: Sostenuto assai
„Crucifixus“: Andantino
„Et resurrexit“: Allegro spirituoso
„Et in Spiritum Sanctum“: Larghetto
„Amen“: Allegro
4. Sanctus (66 Takte):
„Sanctus“: Maestoso
„Hosanna in excelsis“: Allegro vivace
5. Benedictus (130 Takte):
„Benedictus“: Larghetto
„Hosanna in excelsis“: Allegro vivace (identisch mit dem Hosanna im Sanctus)
6. Agnus Dei (366 Takte):
„Agnus Dei qui tollis“: Andante moderato
„Dona nobis pacem“: Allegro

## Rezeption
Bereits vor der Fertigstellung der Messe zog diese in der musikalischen Öffentlichkeit große Aufmerksamkeit auf sich. Unter anderem berichtete die Allgemeine musikalische Zeitung über das im Entstehen begriffene Werk. Auch bei der Uraufführung 1811 war ein Rezensent dieser Zeitung anwesend und schrieb daraufhin: „Cherubini hat sich in diesem Meisterwerke selbst übertroffen; keines seiner bisherigen vortrefflichen Werke kömmt diesem gleich an Adel des Styls, an Neuheit der Ideen, und an jener meisterlichen Ausführung, die, ohne der Klarheit im Geringsten zu schaden, einen unendlichen Reichthum von Kunstschönheiten darbietet.“
Nach der Wiener Aufführung der Messe 1825 war in der Allgemeinen musikalischen Zeitung über das Crucifixus zu lesen: „Hätte Cherubini in seinem ganzen Künstlerleben auch nur diesen einzigen Satz erfunden, man müsste ihm als einem der denkendsten und erfahrendsten Meister huldigen“.
Im Anschluss an eine Aufführung 1832 in Dresden äußerte sich der dortige Rezensent der Allgemeinen musikalischen Zeitung deutlich zurückhaltender. Zwar lobte er die Messe als „höchst kunstgerecht und kunstvoll gearbeitet“ und erwähnte „mehre sehr originelle Sätze“, kritisierte das Werk aber auch als „viel zu lang und - viel zu gelehrt“. Zehn Jahre später schrieb die gleiche Zeitung nach einer Aufführung in Berlin von einem „grossartigen Eindruck“ und nannte das Werk „eines der vorzüglichsten moderner Kirchenmusik“.
Johannes Schild sieht einen besonderen Einfluss speziell des Kyrie auf Johannes Brahms, insbesondere auf das Finale der 4. Sinfonie sowie den ersten der Vier ernsten Gesänge.

## Diskografie
- Monika Wiebe, Helena Jungwirth, Rodrigo Orregano, Wolf Matthias Friedrich, Münchner Motettenchor, Münchner Symphoniker, Leitung: Hans Rudolf Zöbeley, CD CALIG 50 914 (1992)
- Pamela Coburn, Gisela Burandt, Cornelia Kallisch, Martin Thompson, Martin Wanner, Jacob Will, Gächinger Kantorei, Bach-Collegium Stuttgart, Leitung: Helmuth Rilling, CD Hänssler 98.325 (1992)
- Camilla Tilling, Atsuko Suzuki, Sara Fulgoni, Kurt Streit, Andreas Schulist, Tómas Tómasson, Chor und Symphonieorchester des Bayerischen Rundfunks, Leitung: Riccardo Muti, CD EMI Classics 5 57166 2 (2001)
- Ruth Ziesack, Iris-Anna Deckert, Christa Mayer, Christoph Genz, Robert Buckland, Thomas E. Bauer, Kammerchor Stuttgart, Klassische Philharmonie Stuttgart, Leitung: Frieder Bernius, CD Carus 83.512 (2001)